# Parafia Narodzenia św. Jana Chrzciciela w Hajnówce
Parafia Narodzenia św. Jana Chrzciciela – parafia prawosławna w Hajnówce, w dekanacie Hajnówka diecezji warszawsko-bielskiej.
Na terenie parafii funkcjonują 2 cerkwie:
- cerkiew Narodzenia św. Jana Chrzciciela w Hajnówce – parafialna
- cerkiew Wszystkich Świętych w Hajnówce – cmentarna (na starym cmentarzu prawosławnym)

## Historia

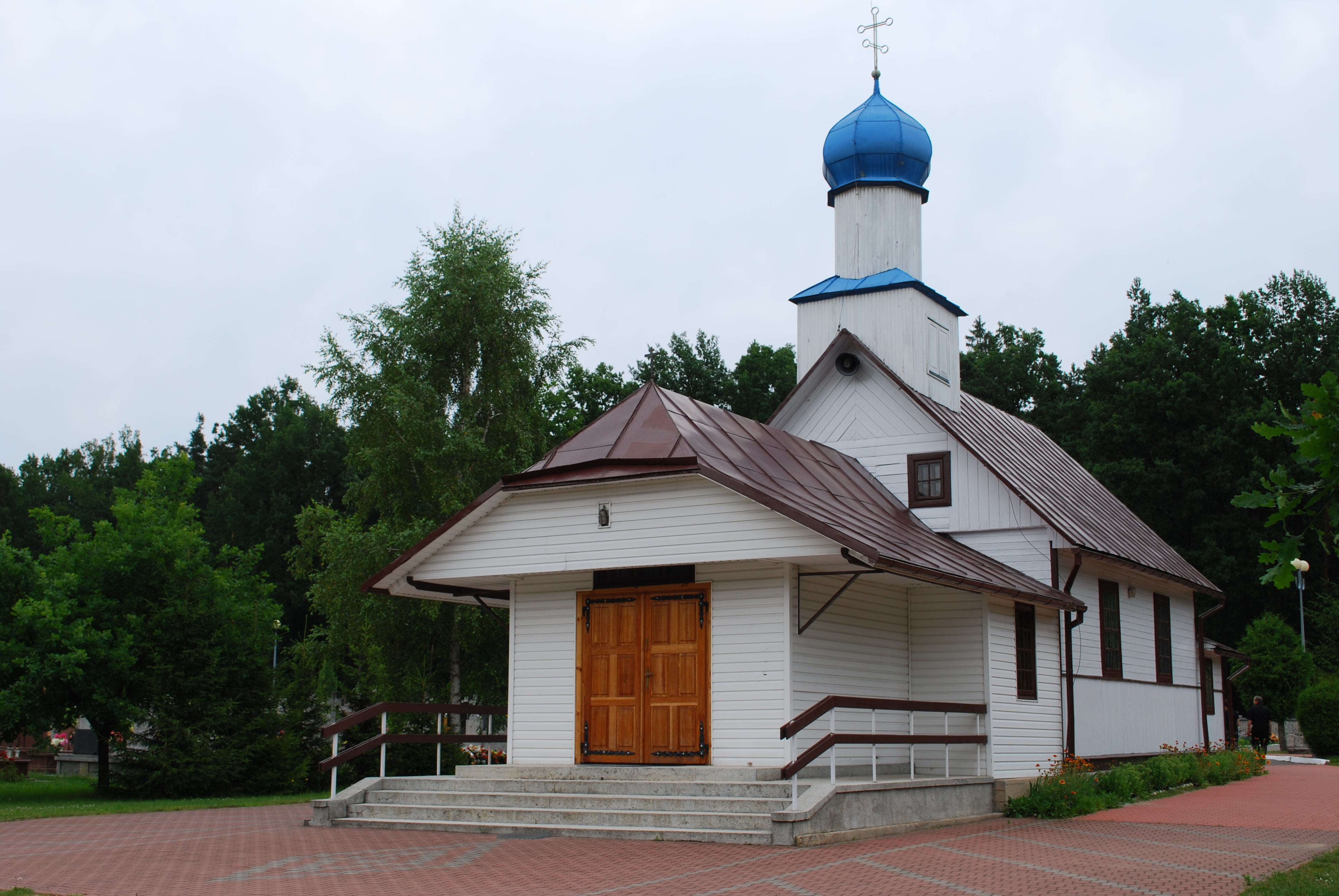
Cerkiew cmentarna Wszystkich Świętych

Parafia została erygowana dekretem Metropolity Warszawskiego i całej Polski Bazylego nr 55/XIV/1996 z 30 kwietnia 1996 r. Powstała z podziału istniejącej dotychczas parafii Świętej Trójcy na trzy parafie. Do czasu zbudowania obecnej cerkwi parafialnej (2007 r.), nabożeństwa celebrowano w cerkwi cmentarnej. Do 2019 r. przy parafii funkcjonował chór dziewczęcy „Woskliknowienije”, utworzony w 2000 r. z inicjatywy dyrygenta Wirynei Kociubajło (absolwentki wydziału dyrygentury śpiewu cerkiewnego Seminarium Duchownego w Poczajowie).

## Wykaz proboszczów
- 1996 – 6 czerwca 2016[2] – ks. Leonid Szeszko
- od 2016 – ks. Jan Romańczuk